# Солт (приток Огайо)
Солт (англ. Salt River) — река в штате Кентукки, США; левый приток реки Огайо. Длина составляет 240 км; площадь бассейна — около 7600 км².
Берёт начало вблизи городка Парксвилл, округ Бойл, и впадает в реку Огайо вблизи городка Уэст-Пойнт. В округе Спенсер на реке Солт имеется водохранилище Тейлорсвилл площадью 12,3 км² и около 30 км в длину, сформированное строительством одноимённой плотины в начале 1980-х годов. В районе водохранилища располагается парк штата Тейлорсвилл-Лейк.
Ранее на реке были нередки наводнения. Иногда они случаются и сегодня, главным образом в районе впадения в Солт реки Брашерс-Крик, в Тейлорсвилле, и представляют собой отток воды от реки Огайо. Наибольшее количество осадков в водосборе реки выпадает в июне, а наименьшее — в октябре.